# Honda X11
Die Honda X11, auch X-ELEVEN, ist ein als Naked Bike konzipiertes Motorrad vom Fahrzeughersteller Honda.

## Allgemeines
Honda hat in Deutschland 1999 die X-ELEVEN mit Saugrohreinspritzung, Wegfahrsperre, Katalysator, dualem Bremssystem, Klarglasscheinwerfer und einer Auspuffanlage aus Edelstahl für 18.260 Mark angeboten. Die Modelle des letzten Jahres kosteten 19.640 Mark bzw. 19.990 Mark (10.290 EUR). Die offizielle Typbezeichnung lautet CB 1100 SFy ED, der Werkscode war SC 42. Sie war das unverkleidete Gegenstück zur Honda CBR 1100 XX Blackbird, dem zu seiner Zeit schnellsten Serienmotorrad, das seit 1996 am Markt war. Man könnte sie als Nachfolgerin der Honda CB 1000 Big One bezeichnen, die von 1993 bis 1995 angeboten wurde. Die letzte Honda X11 lief Anfang 2003 vom Band.
Ihr Aussehen wird durch die Kühlerverkleidung, einen wuchtigen Tank, ein Edelstahlkrümmergewirr und einen markanten Brückenrahmen bestimmt.

## Fahreigenschaften
Die Motorcharakteristik ist auf hohes Drehmoment ausgelegt. Das Leergewicht beträgt 254 kg. Sie neigt, wie viele andere mit Einspritzanlage ausgerüstete Krafträder auch, zu leichtem Konstantfahrruckeln. Die Bremsanlage verfügt über ein duales Bremssystem.

## Technische Daten

### Antrieb
Der quer eingebaute Reihenmotor basiert auf dem der vollverkleideten CBR 1100 XX, jedoch mit nur einer Ausgleichswelle.
Der flüssigkeitsgekühlte Vierzylindermotor erzeugt aus 1137 cm³ Hubraum eine Nennleistung von 100 kW (136 PS) und ein maximales Drehmoment von 117 Nm bei einer Drehzahl von 7000 min−1. Die vier Zylinder haben eine Bohrung von 79 mm Durchmesser, die Kolben einen Hub von 58 mm bei einem Verdichtungsverhältnis von 11:1. Der Zylinderkopf hat zwei über eine Steuerkette angetriebene obenliegende Nockenwellen (DOHC), welche je zwei Einlass- und zwei Auslassventile betätigen.
Das Motorrad beschleunigt in 2,8 Sekunden von 0 auf 100 km/h und erreicht eine Höchstgeschwindigkeit von 251 km/h.
- Motorölfüllmenge nach Wechsel inkl. Filter 3,9 Liter (SAE 10W40 API SE-SG)
- Sekundärübersetzung 17/43
- Kraftstoffeinspritzanlage
- Kraftstoffart Normalbenzin bleifrei 91 ROZ
- Kraftstoffvorrat 22 Liter
- Kraftstoffverbrauch je nach Fahrweise ca. 5,5 bis 10 Liter auf 100 km
- Motorgewicht 82,8 kg
- computergesteuerte digitale Volltransistorzündung mit elektrischer Voreilung
- Mehrscheibenkupplung im Ölbad über Seilzug betätigt
- Drosselklappenbohrung 42 mm
- Fünfganggetriebe mit ständigem Eingriff
- selbstrückstellende Schaltung über den linken Fuß betätigt: 1-N-2-3-4-5

Nach Aussage von Honda-Deutschland in Offenbach am Main ist die X-11 in die Schadstoffklasse Euro 1 eingestuft.

### Rahmen und Fahrwerk
- Doppelschleifenrahmen
- Teleskopgabel mit 108 mm Federweg
- Gabelschwinge mit 140 mm Federweg
- stickstoffgefüllter Gasdruckstoßdämpfer
- Nachlaufwinkel 25,5°
- Nachlauflänge 102 mm
- Reifengrößen vorne 120/70 ZR 17/Radial und hinten 180/55 ZR 17/Radial

### Maße und Gewichte
- Länge über alles 2145 mm
- Breite über alles 750 mm
- Höhe über alles 1115 mm
- Radstand 1500 mm
- Sitzhöhe 795 mm
- Höhe Fußstütze 140 mm
- Trockengewicht 222 kg
- Leergewicht 254 kg
- Zuladung 190 kg
- zulässiges Gesamtgewicht 442 kg

### Farbvarianten
1999 bis 2000 waren Rahmen, Fußrastenträgerplatten und der Haltegriff grau lackiert, die Motordeckel magnesium-grün. 2001 bis 2002 waren diese Komponenten schwarz. Die Kühlerverkleidung war stets anthrazit lackiert.
Der Lacksatz besteht aus dem Vorderradkotflügel, dem Tank sowie der Heckverkleidung. Die Farben waren schwarz, blau und rot. Ein Modell gab es auch in schwarz mit gelbem Tank.